# Causette
Causette este o revistă franceză adresată sexului feminin, creată de Editiile Gynéthic, o casă de editură independentă fondată în ianuarie 2009 de Gregory Lassus-Debat și Gilles Bonjour.

## Conținut redacțional
Deviza sa este « mai feminină cu creierul decât cu capitonul » plus féminine du cerveau que du capiton ». Linia sa editorială privilegiază ancheta jurnalistică, reportajul, portretul și interviul cu umor și un ton decalat, față de clasicul găsit în astfel de reviste. The Times, care a caracterizat revista ca fiind « un simbol al renașterii feministe franceze, Causette transgreseaza toate regulile presei feminine franceze»1. 
Revista se revendică în a fi feministă fără a vrea să se închidă într-o imagine stereotipă a acestui termen.

## Istoric

### Creația și primii anii
Revista scoate primele numere pe 7 martie 2009, cu o zi înainte de Ziua internațională a drepturilor femeilor. Fondatorul declară că fondurile de demarare a revistei provin dintr-un credit la consumație și dintr-un aport financiar al familiei Gilles Bonjour7.  Cofondatorul și directorul de publicație Gregory Lassus-Debat ( revista fiind prima sa experiență ca responsabil al unei firme) declară că revista dorește să ia în considerație femeile nu ca consumatoare ci ca «  ființe sociale dotate de inteligență și subiectivitate, interesate de lumea care le înconjoară, și doritoare în a petrece un moment agreabil » 5. Prima apariție conține un portret al Fadela Amara, un altul al unei prostituate în vârstă și un reportaj despre Republica democratica Congo. Acest prim număr nu conține decât o singură pagină de publicitate. 5.
Revista este la început una bilunara și apoi devenind o revistă lunară în 2011. 6.

### 2012-2013: Dezvoltarea revistei
În februarie 2012, Causette devine prima revistă feminină care a fost recunoscută «  publicație de informare politică și generală » de către ministerul de Cultură și devenind membra a asociației Presse et Pluralisme.
Pe 6 septembrie 2012, Causette este aleasă « cea mai bună revistă de Presă » a anului de către juriul Marele Premiu media CBnews8.
Pe 19 decembrie 2012, Causette câștigă primul său proces după anularea citării să apară ca acuzat ca urmare a defăimării inițiate de Rémi Pauvros, primar al Maubeuge9. Revista scrisese că anumite acțiuni de viol colectiv asupra unei colaboratoare a primarului, nu fusese comunicate parchetului, așa cum primarul era obligat să o facă9.
Pe 24 aprilie 2013, Causette primeste premiul « Coup de Cœur » în unanimitate a juriului a celei mai bune reviste a anului, premiu organizat de Syndicatul editorilor de presă de reviste.  10.

### 2013: Polemică și tensiuni sociale
În iunie 2013, revista publică un articol care declanșează critici asupra unei afaceri de atingeri sexuale asupra unui minor de 15 ani: Causette este atunci acuzată de autoconformare sexistă față de pedofilia feminină. Revista va prezenta atunci scuzele de rigoare. 12.
În septembrie 2013, maniera de dirijare a  lui Gregory Lassus-Debat este criticată și salariații revistei redactează o scrisoare «  semnată de către întreaga masă salarială și jurnaliști independenți » în care se denunță « managementul prin frică » 6. » Atmosfera de lucru este una foarte proastă în sânul echipei revistei: mai multe demisii au fost declarate și inspectoratul muncii a deschis o anchetă. 6. Revista obținând o bună progresie a vânzărilor, se deduce că o anumită presiune a fost făcută de salariați în decursul timpului.  Felul de dirijare a lui Gregory Lassus-Debat, 31 de ani la acea perioadă, este foarte criticat, este considerat ca fiind o persoană foarte colerică, de neîncredere, punând interes pe partea afectivă. » Neavând din punct de vedere oficial postul de director de redacție, jurnaliștii se plâng că Gregory Lassus-Debat  intervenea asupra articolelor pe care le comanda, corecta și modifica. 6. Gregory Lassus-Debat explică că este vorba mai degrabă de probleme de persoane și amintește că fondând Causette și inventând linia editorială a acestei reviste, se consideră capabil să o dirijeze. 6.
În noiembrie  2013, o nouă controversă se declanșează după apariția unui dosar anti prostituție, un articol în mod special intitulat « 55 de motive pentru a rezista tentației »  Era vorba despre un articol ce enumera într-o manieră ce se dorea umoristică motivele pentru care nu trebuie să se facă apel la serviciile prostituatelor. Militantele feministe consideră acest articol ca fiind unul insultant și disprețuitor față de prostituate.  Sindicatul muncii sexuale . (STRASS) publică un comunicat pe site-ul lor în care acuză revista de fobie de prostituate,  sexisme, de incitare la viol și rasism. Revista  Les Inrockuptibles deplânge la sfârșitul lunii octombrie 2013 absența explicațiilor date de Causette ca urmare a acestei controverse. O jurnalistă va explica mai târziu în 2014, că nimeni nu-și asumă aceste glume și că membrii ai redacției au încercat în zadar să împiedice publicarea dar că Gregory Lassus-Debat a dorit neapărat ca articolul să apară. Grégory Lassus-Debat a explicat că era vorba de ironie prin observare. 
Acestă controversă nu va ameliora climatul ce predomină jurnalul. O moțiune de neîncredere față de redactoarea șefă și o grevă sunt votate în noiembrie 2013 și o mediere este condusă de Sindicatul național al jurnaliștilor, ce constată o anumită lipsă de rigoare a direcției jurnalului.

### Din 2014
În martie 2014, pentru celebrarea a 5 ani, Causette publică cartea Războiul invizibil: revelații despre violențele sexuale în armata franceză (co-ediție Les Arènes-Causette). Causette a desprins din redacția sa două din jurnalistele sale, Julia Pascual și Leila Minano, pentru această anchetă care a durat aproape 2 ani. A doua zi de la publicarea cărții, Ministerul Apărării (Franța) lansează o anchetă internă în sânul armatei franceze.
În aprilie 2015, revista primește premiul cel mare a revistei anului la categoria « Pasiune » din partea juriului Sindicatului Editorilor de Presă. Dar câteva zile după, revista este plasată în redresare judiciară. 17. Revista suferă de un deficit de 600.000 euro, provenit din lipsa de beneficii ca urmare a nepublicării a 2 numere în tipul grevei din 2014, din finanțarea rupturii convenționale de contracte de muncă care au urmat acestui conflict și gravelor erori  cotabile realizate de cabinetul exterior responsabil de conturile revistei. 17.
În martie 2015, conform site-ului de actualitate  BuzzFeed, societatea editorială Causette, Gynethic, este condamnată pentru fapte de hărțuire morală asupra unei angajate, Anne-Laure Pineau, sentința confirmată în prima instanță pe 23 iunie 2016. La această condamnare se adaugă fapte de « încălcare a obligației de siguranță a rezultatului » ceea ce califică faptul că angajatorul nu a luat măsurile necesare pentru a asigura sănătatea salariatului. 18.
În octombrie 2017, suferind de reale dificultăți financiare, Causette lansează un apel la donații către cititoarele revistei. 19. Vânzările scad cu 20% într-un singur an, în aceeași măsură în care 95% din cifra de afaceri este legată de vânzarea la chioșc și din abonamente. Ceva mai mult de 100.000 € sunt recoltați, în același timp cu o reluare a vânzărilor începând din mai 2017.

## Depunerea bilanțului și controverse asupra mărcii
Revista depune bilanțul pe 15 decembrie 2017. La începutul lui 2018, tribunalul de comerț din Paris autorizează Revista să își continue activitatea până la sfârșitul lunii februarie, în așteptarea unui dosar de reluare.
Reluarea se avea dificilă prin faptul că marca Causette nu aparține Editiilor Gynéthic, societatea care publică revista și este obiectul unei proceduri judiciare. Revista este deținută de cofondatorul și directorul Grégory Lassus-Debat, care nu dorește să se separe de ea. 24. Echipa revistei dorește să depună plângere împotriva lui Grégory Lassuz-Debat pentru abuz al proprietății sociale și primirea abuzivă a unui bun social, estimând că a cedat în 2011 marca în nume propriu, ceea ce îi permitea să o închirieze pe urmă la societatea editorială, pentru o sumă anuală care atingea  108.000 euro în 2016-2017.

## Difuzare
Din spusele editorului, primul număr al revistei Causette a apărut în 20.000 de exemplare pe 7 martie 2009.
Din 2010, OJD certifică cifra de difuzare a revistei. În 2013, difuzarea totală se ridică la 67.208 exemplare.
În martie 2013, pentru aniversarea a 4 ani, un tiraj de 147.000 exemplare sunt distribuite în mai mult de 17000 puncte de vânzare în toată Franța metropolitană, în Martinica, Guadaloupe, Réunion, Québec și Elveția, Belgia și Polinezia. Revista este difuzată și pe internet în format electronic.
Pe 21 martie 2013 Causette primește o stea de la OJD pentru a recompensa cel mai bun progres de vânzare în procentaj între 2011 și 2012 (+44,1 %)26.
Pe 9 aprilie 2014, Causette primește o stea de la OJD pentru a recompensa cel mai bun progres de vânzare în volum între 2012 și 2013 (+28,1 %)26. Totuși vânzările scad cu 11 % în 2014, și cresc apoi până la aproximativ 67.000 exemplare lunare în primul trimestru din 2015.